# Cattleya purpurata
A Cattleya purpurata, popularmente conhecida como Laelia purpurata, é uma orquídea endêmica do sul e sudeste do Brasil de hábito comportamento epífita, caule do tipo pseudobulbo, folhas oblongas, atinge cerca de sessenta centímetros de altura. Suas flores de coloração branca e púrpura são muito apreciadas. Por suas características ornamentais a espécie é largamente cultivada e comercializada, facilmente encontrada nas floriculturas de todo o país. Geralmente floresce no verão. É considerada por muitos a flor nacional do Brasil por excelência, uma vez que o ipê-amarelo é uma árvore. É a flor símbolo do estado de Santa Catarina.

## Variedades
- C. purpurata  f. alba(Lindley 1852-3)
- C. purpurata f. carnea (Lindley 1852-3)
- C. purpurata f. flammea (Lindley 1852-3)
- C. purpurata f. oculata (Lindley 1852-3)
- C. purpurata f. roxo-violeta (Lindley 1852-3)
- C. purpurata f. rubra (Lindley 1852-3)
- C. purpurata f. sanguinea
- C. purpurata f. striata (Lindley 1852-3)
- C. purpurata f. vagnota (Lindley 1852-3)
- C. purpurata f. vinicolor
- C. purpurata f. werkhaeuserii